# Налескино (Владимирская область)
Налескино — деревня в Вязниковском районе Владимирской области России, входит в состав муниципального образования посёлок Мстёра.

## География
Деревня расположена в 14 км на северо-запад от райцентра города Вязники и в 8 км на юг от центра поселения посёлка Мстёра, близ правого берега Клязьмы.

## История
Первые сведения о церкви в Архидиаконском погосте мы находим в патриарших окладных книгах, в них под 136 (1628) г. отмечено: «церковь архидьякона Стефана в вотчия боярина князя Фед. Иван. Мстиславскаго княгини Ирины в Ярополченской волости на Клязьме на берегу».
Таким образом, в начале XVII столетия церковь здесь уже существовала, но была ли раньше того, сведений об этом не имеется.
Из сохранившейся в церковном архиве храмозданной грамоты, данной в 1754 году епископом Владимирским Платоном, видно, что до 1719 года в погосте было две деревянных церкви: в честь Казанской иконы Божией Матери с приделом во имя архидиакона Стефана и теплая церковь во имя св. Николая Чудотворца. Очевидно, что Казанская церковь построена после той, которая упомянута в 1628 году.
В 1719 году Казанская церковь сгорела и богослужения до 1744 года совершалось в ветхой Никольской церкви. Тем временем в 1742 году построена была новая деревянная церковь во имя архидиакона Стефана. В 1754 году обе эти церкви «от молненнаго запаления» сгорели.
В 1754-58 годах построен был вновь деревянный храм в честь Казанской иконы Божией Матери с приделом во имя архидиакона Стефана. Но придельный престол в 1805 году был переименован во имя св. пророка Илии.
В 2014 году деревянная Церковь Казанской иконы Божией Матери была восстановлена.
В XIX и первой четверти XX века деревня Налескино и Архидиаконский погост входили в состав Станковской волости Вязниковского уезда. В 1859 году в деревне числилось 27 дворов, в Архидиаконском погосте — 10 дворов и 47 жит., в 1905 году в деревне Налескино было 33 двора, в Архидиаконском погосте — 6 дворов и 37 жит.
В годы Советской власти до 1998 года деревня входила в состав Барско-Татаровского сельсовета.

## Население
| 1859 | 1905 | 1926 | 2002 | 2010 | 2021 |
| ---- | ---- | ---- | ---- | ---- | ---- |
| 170  | ↗193 | ↗227 | ↘15  | ↗34  | ↘28  |

## Достопримечательности
В деревне находится восстановленная деревянная Церковь Казанской иконы Божией Матери (1754, 2014) и остатки каменной Церкви Стефана Пермского (1792—1805).